# Europese Raad
De Europese Raad (Engels: European Council) is een van de belangrijkste instellingen van de Europese Unie.
De Europese Raad bestaat uit de regeringsleiders (meestal premiers) of gekozen staatshoofden (meestal presidenten) van de 27 lidstaten van de Europese Unie, een voorzitter en de voorzitter van de Europese Commissie. De hoge vertegenwoordiger van de Unie voor Buitenlandse Zaken en Veiligheidsbeleid neemt ook deel aan de werkzaamheden van de Europese Raad. De Europese Raad geeft de nodige impulsen voor de ontwikkeling van de Unie en bepaalt de algemene politieke beleidslijnen en prioriteiten.
De Europese Raad komt minstens twee keer per halfjaar bijeen. Men spreekt dan ook wel van een Europese top of van een EU-top. De bijeenkomsten vinden plaats in het Europagebouw in Brussel.

## Geschiedenis

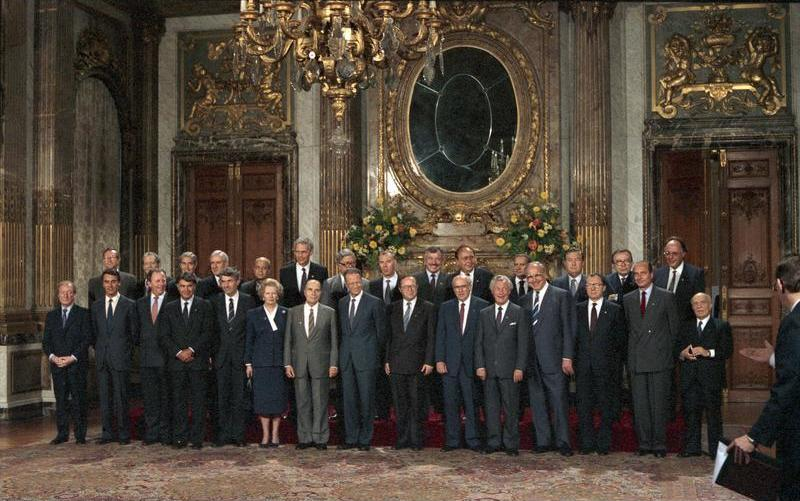
Groepsportret op 29 juni 1987 te Brussel

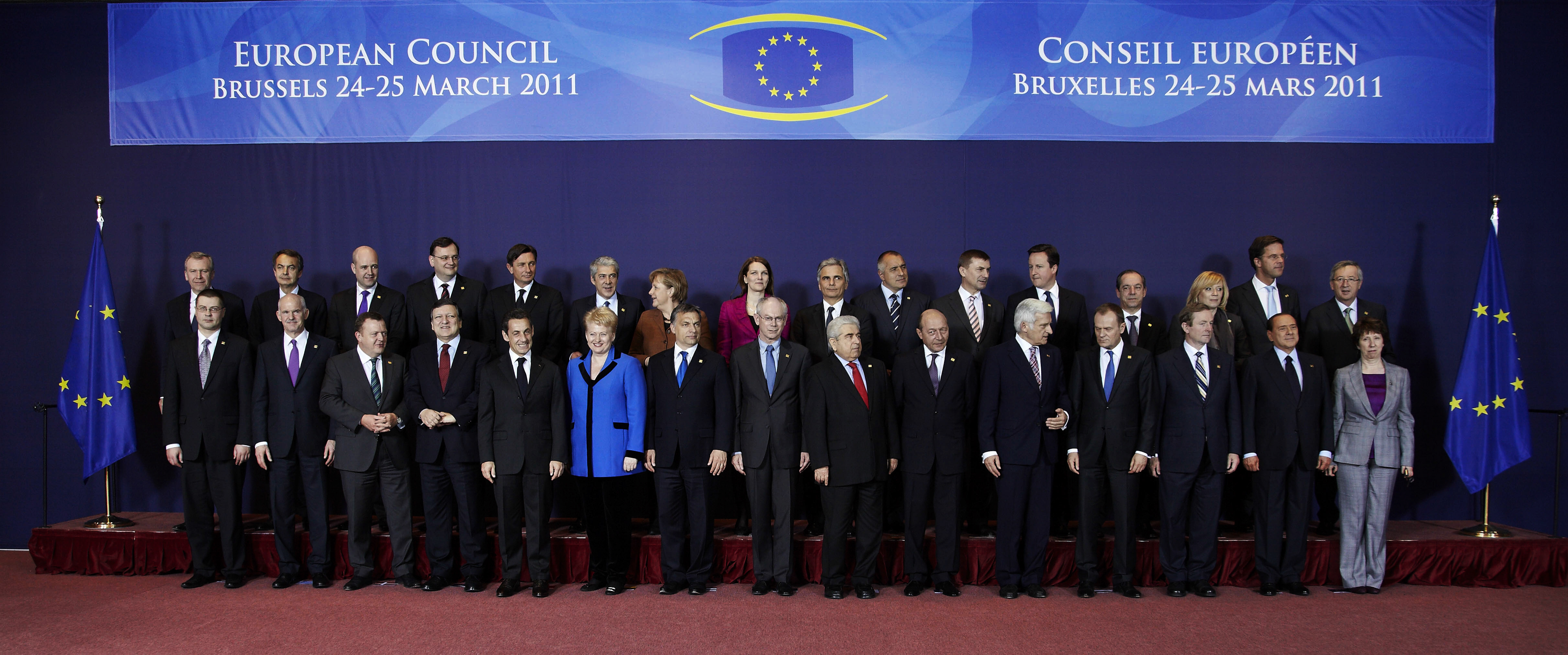
Groepsportret op 24 maart 2011 te Brussel

De eerste Europese Raden werden gehouden in februari en juli 1961 (respectievelijk in Parijs en in Bonn). Het waren informele bijeenkomsten van de leiders van de Europese Gemeenschap. Deze kwamen er op voorstel van toenmalig Franse president Charles de Gaulle, die de dominantie van de andere (supranationale) instellingen te groot vond.
Deze bijeenkomsten kregen pas een formeel karakter in de periode tussen 1974 en 1988. De Franse president Valéry Giscard d'Estaing vond namelijk dat de Europese leiders op regelmatige basis moesten bijeenkomen. In 1987 werd de Raad voor eerst vermeld in de Europese verdragen (in de Europese Akte) en hij kreeg pas een afgebakende rol in het Verdrag van Maastricht (1992).
Pas in 2009, in het Verdrag van Lissabon, werd de Europese Raad een officiële instelling. Ook werd besloten dat er een permanente voorzitter moest komen. Daarvoor presideerde de regeringsleider van het land dat ook de Raad van de Europese Unie voorzat. Er was dus elk halfjaar een andere voorzitter.
De permanente voorzitter wordt verkozen door een gekwalificeerde meerderheid van de Europese Raad; hij dient regeringsleider te zijn geweest. Het mandaat van permanente voorzitter van de Europese Raad duurt tweeëneenhalf jaar en kan eenmaal worden verlengd.
Op 19 november 2009 werd de Belgische premier Herman Van Rompuy als eerste verkozen tot permanente voorzitter van de Europese Raad. Op 1 december 2009 begon hij aan zijn eerste termijn. Sinds 1 januari 2010 zat hij de raadszittingen daadwerkelijk voor. Uiteindelijk eindigde de tweede termijn van Van Rompuy op 1 december 2014.
Van 1 december 2014 tot 1 december 2019 was Donald Tusk de voorzitter van de Europese Raad. Hierna was de voormalige Belgische premier Charles Michel voorzitter; hij diende eveneens twee termijnen. Op 1 december 2024 werd hij opgevolgd door de voormalige Portugese premier António Costa.

## Functie
Artikel 15 van het EU-verdrag bepaalt: 

De Europese Raad geeft de nodige impulsen voor de ontwikkeling van de Unie en bepaalt de algemene politieke beleidslijnen en prioriteiten. Hij oefent geen wetgevingstaak uit.

De Europese Raad stelt de politieke richting van de Europese Unie vast en is als zodanig een grote stimulator van Europese integratie. De Europese Raad heeft bijvoorbeeld met de Verklaring van Laken beslist dat er een Europese Conventie moest komen die een Europese Grondwet zou opstellen. Ook heeft hij het initiatief genomen voor beleidsstrategieën als de Strategie van Lissabon. De Europese Raad kan tevens besluiten om een Intergouvernementele Conferentie (IGC) te houden, die bevoegd is de Unieverdragen te wijzigen of nieuwe verdragen te sluiten. Daarnaast heeft hij een bijzondere verantwoordelijkheid voor het externe optreden van de Unie (art. 22 Unieverdrag) en voor het gemeenschappelijk buitenlands en veiligheidsbeleid (art. 26 Unieverdrag).
De Europese Raad werd reeds voor 2009 gezien als het hoogste Unie-orgaan, hoewel het toen formeel nog geen Unie-instelling was.

## Samenstelling

De samenstelling van de Europese Raad

| Partij | Partij        | #  |
| ------ | ------------- | -- |
|        | EVP           | 12 |
|        | Renew         | 4  |
|        | PES           | 3  |
|        | ECH           | 3  |
|        | PvE           | 1  |
|        | Onafhankelijk | 4  |
| Totaal | Totaal        | 27 |

| Vertegenwoordiger | Vertegenwoordiger     | Foto                  | Lidstaat                    | Titel              | Partij                                                          | Lid sinds |
| ----------------- | --------------------- | --------------------- | --------------------------- | ------------------ | --------------------------------------------------------------- | --------- |
|                   | António Costa         | António Costa         | Voorzitter Zonder stemrecht | Voorzitter         | PES Nationaal: Partido Socialista                               | 2024      |
|                   | Ursula von der Leyen  | Ursula von der Leyen  | Commissie Zonder stemrecht  | Voorzitter         | EVP Nationaal: Christlich Demokratische Union (CDU)             | 2019      |
|                   | Bart De Wever         | Bart De Wever         | België                      | Premier            | ECH Nationaal: Nieuw-Vlaamse Alliantie (N-VA)                   | 2025      |
|                   | Rosen Zhelyazkov      | Rosen Zhelyazkov      | Bulgarije                   | Premier            | EVP Nationaal: Burgers voor Europese Ontwikkeling van Bulgarije | 2025      |
|                   | Nikos Christodoulides | Nikos Christodoulides | Cyprus                      | President          | Onafhankelijk                                                   | 2023      |
|                   | Mette Frederiksen     | Mette Frederiksen     | Denemarken                  | Premier            | PES Nationaal: Socialdemokraterne                               | 2019      |
|                   | Friedrich Merz        | Friedrich Merz        | Duitsland                   | Bondskanselier     | EVP Nationaal: Christlich Demokratische Union (CDU)             | 2025      |
|                   | Kristen Michal        | Kristen Michal        | Estland                     | Premier            | Renew Nationaal: Eesti Reformierakond                           | 2024      |
|                   | Petteri Orpo          | Sanna Marin           | Finland                     | Premier            | EVP Nationaal: Nationale Coalitiepartij                         | 2023      |
|                   | Emmanuel Macron       | Emmanuel Macron       | Frankrijk                   | President          | Renew Nationaal: Renaissance                                    | 2017      |
|                   | Kyriakos Mitsotakis   | Kyriakos Mitsotakis   | Griekenland                 | Premier            | EVP Nationaal: Nea Dimokratia                                   | 2019      |
|                   | Viktor Orbán          | Viktor Orbán          | Hongarije                   | Premier            | PvE Nationaal: Burgerunie (Fidesz)                              | 2010      |
|                   | Micheál Martin        | Micheál Martin        | Ierland                     | Taoiseach          | Renew Nationaal: Fine Gael                                      | 2025      |
|                   | Giorgia Meloni        | Giorgia Meloni        | Italië                      | Premier            | ECH Nationaal: Fratelli d'Italia                                | 2022      |
|                   | Andrej Plenković      | Andrej Plenković      | Kroatië                     | Premier            | EVP Nationaal: Kroatische Democratische Unie (HDZ)              | 2016      |
|                   | Evika Siliņa          | Evika Siliņa          | Letland                     | Premier            | EVP Nationaal: Eenheid (V)                                      | 2023      |
|                   | Gitanas Nausėda       | Gitanas Nausėda       | Litouwen                    | President          | Onafhankelijk                                                   | 2019      |
|                   | Luc Frieden           | Luc Frieden           | Luxemburg                   | Premier            | EVP Nationaal: Chrëschtlech Sozial Vollekspartei (CSV)          | 2023      |
|                   | Robert Abela          | Robert Abela          | Malta                       | Premier            | PES Nationaal: Labour Party (PL)                                | 2020      |
|                   | Dick Schoof           | Dick Schoof           | Nederland                   | Minister-president | Onafhankelijk                                                   | 2024      |
|                   | Christian Stocker     | Karl Nehammer         | Oostenrijk                  | Bondskanselier     | EVP Nationaal: Österreichische Volkspartei (ÖVP)                | 2025      |
|                   | Donald Tusk           | Donald Tusk           | Polen                       | Premier            | EVP Nationaal: Platforma Obywatelska (PO)                       | 2023      |
|                   | Luís Montenegro       | Luís Montenegro       | Portugal                    | Premier            | EVP Nationaal: Partido Social Democrata (PSD)                   | 2024      |
|                   | Ilie Bolojan          | Ilie Bolojan          | Roemenië                    | President          | EVP Nationaal: Nationaal-Liberale Partij (PNL)                  | 2025      |
|                   | Robert Golob          | Robert Golob          | Slovenië                    | Premier            | Renew Nationaal: Svoboda (GS)                                   | 2022      |
|                   | Robert Fico           | Robert Fico           | Slowakije                   | Premier            | Onafhankelijk Nationaal: Smer                                   | 2023      |
|                   | Pedro Sánchez         | Pedro Sánchez         | Spanje                      | Premier            | PES Nationaal: Partido Socialista Obrero Español (PSOE)         | 2018      |
|                   | Petr Fiala            | Petr Fiala            | Tsjechië                    | Premier            | ECH Nationaal: ODS                                              | 2021      |
|                   | Ulf Kristersson       | Ulf Kristersson       | Zweden                      | Premier            | EVP Nationaal: Moderata samlingspartiet (M)                     | 2022      |